# Bulgaria en los Juegos Olímpicos de Berlín 1936
Bulgaria estuvo representada en los Juegos Olímpicos de Berlín 1936 por un total de 26 deportistas que compitieron en 7 deportes.  
El portador de la bandera en la ceremonia de apertura fue el atleta Liuben Doichev. El equipo olímpico búlgaro no obtuvo ninguna medalla en estos Juegos.